# Grandiphyllum micranthum
Grandiphyllum micranthum är en orkidéart som först beskrevs av Friedrich Fritz Wilhelm Ludwig Kraenzlin, och fick sitt nu gällande namn av Ined. Grandiphyllum micranthum ingår i släktet Grandiphyllum och familjen orkidéer. Inga underarter finns listade i Catalogue of Life.